# يوميات مدير عام (مسلسل)
يوميات مدير عام مسلسل كوميدي اجتماعي سوري أنتج عام 1995، وهو من تأليف زياد الريس ومونتاج خالد دهني وإخراج هشام شربتجي وإنتاج الشام الدولية للإنتاج السينمائي والتلفزيوني.

## القصة
يتحدث المسلسل عن دكتور (أيمن زيدان) يُعيَّن كمدير عام في إحدى الدوائر الحكومية، ويلاحظ الفساد الكبير في هذه الدائرة فيحاول إصلاحه، فيستعين بصديقه وحيد (زهير عبد الكريم) الذي يعمل في الإخراج على التنكر بأشكال وشخصيات مختلفة والدخول بين الموظفين لكشف الفاسد منهم ويجسد أروع أشكال الكوميديا من خلال المواقف الطريفة التي تحدث أثناء تنكره على مدار حلقات المسلسل.

### شارك في التمثيل
- أيمن زيدان بدور المدير العام.
- خالد تاجا بدور ممدوح، نائب المدير العام وهو رأس الفتنة في المؤسسة.
- سعد الدين بقدونس بدور حاجب المدير العام، وهو الموظف الوحيد الذي يؤمن له المدير بأسرار تحركاته وتنكراته.
- نادين الخوري بدور أميرة، زوجة المدير العام.
- بسام لطفي بدور أبو شريف، من أشرف الموظفين بالشركة، يستشيره المدير في عدة مواضيع متعلقة بالعمل وشؤون الموظفين.
- صبحي الرفاعي بدور أبو معتز.
- أيمن رضا بدور سليم، وهو موظف يتم نقله من عدة وظائف نظرا لقلة أمانته.
- أندريه سكاف بدور طارق، ابن المدير العام.
- زهير عبد الكريم بدور وحيد صديق المدير العام، ويعمل مخرجا في التلفاز وصاحب الأفكار التنكرية.
- توفيق العشا بدور سكرتير المدير العام.
- عارف الطويل بدور أكرم، مدير عام المديرية الفرعية وهو إنسان ديكتاتوري.
- أمية ملص بدور مها، ابنة المدير العام.
- حسن عويتي بدور أبو موفق، موظف يشكو دائما من شعر زوجته الغير مسرح.
- أحمد خليفة بدور عبد العظيم واوية، موظف يقوم بتدريس طلاب عنده بالمديرية بالإضافة إلى إعطاء المعاملات إلى عامل البوفيه.
- نزار أبو حجر بدور صابر جابر، حارس المديرية الأحول.
- جرجس جبارة بدور موظف يخاف كثيرا من المدير العام.
- سامر المصري بدور خطيب مها.
- عبد الحميد خليفة بدور عمار، موظف بالفرعية ينوي سرقة مواد متلفة.
- رياض شحرور بدور أبو زاهر، ولديه خزانة فيها مواد تموينية بمكتبه.
- عبد السلام الطيب بدور أبو إياد، مراجع لديه معاملة.
- محمد طرقجي بدور مراجع كبير بالعمر.
- غسان مكانسي بدور مدير المحاسبة بالشركة.
- مأمون الفرخ بدور فرحان موظف.
- حسن اسرب بدور مدير الفرعية بدلا من أكرم.
- حسين صيداوي بدور مهندس كهرباء بالفرعية يترشح لبعثة.
- فهد السكري بدور زياد الحسن، أمين الصندوق الجديد بالفرعية.
- سمير الحكيم بدور مدير البوفيه بالفرعية يشك بأمر المدير العام.
- ليلى بقدونس بدور موظفة تحلم بعريس.
- نجاح سفكوني بدور النائب العام.
- داود الشامي بدور مسعود البوفيه.
- وليد العاقل بدور عامل البوفيه.
- عصام عبه جي بدور أبو حسام، خطيب مها ولديه شركة مقاولات.
- سحر فوزي بدور زوجة أبو حسام، أخت أميرة زوجة المدير العام.
- عبد المولى غميض بدور لبيب، رئيس المرآب.
- جمال شقدوحة بدور ماجد، صديق طارق ابن المدير العام.
- ايمان الجابر بدور سكرتيرة المدير العام.
- ميادة الرهونجي بدور سكرتيرة أكرم.
- محمد خاوندي بدور أبو رعد، سمسار بالشركة ويضرب المدير العام بوجهه.
- رضوان قنطار بدور مراجع من حمص.
- فاضل وفائي بدور مراجع من حلب.
- عبد السلام غيبور بدور مروان، الميكانيكي.
- طريف الايوبي بدور شرطي.
- حسام تحسين بك بدور مراجع غني.
- ناصر الشلبي بدور أبو حاتم، مراجع.
- عبد الوهاب الحسكي بدور أبو حامد، أمين المستودع.
- تاج الدين ضيف الله بدور مساعد أبو حامد، ويشترك معه في حرق المستودع.
- رندة عيد بدور دلال، أخت المدير العام.
- محمد آل رشي بدور ابن أخت المدير العام.
- محمد خير التقي بدور أبو موظف يعمل في الشركة. نتيجة لخدمة المدير له يقرر أن يهدي المدير سلة بيض وهو مصر على ذلك.
- مهند قطيش بدور مواطن يتقدم لمسابقة توظيف بالشركة وهو مواطن معه واسطة.
- رافي وهبي بدور لؤي المنحوس، وهو متسابق بلا واسطة.
- سليم تركماني بدور شرطي، يظهر في الحلقة الأخيرة.
- البير حلال بدور والد شاب يتم دهسه بسيارة.
- احمد مسالخي بدور صاحب شقة المخرج وحيد.
- علا عباس بدور زميلة طارق بالجامعة، وهي تحبه حب من طرف واحد.
- رجاء يوسف بدور امرأة من المجتمع المخملي، وهي امرأة تلاحق المدراء من أجل الفضائح.
- خالد تكلة بدور صحفي.
- نضير لكود بدور الوزير.

## اقرأ أيضا
- يوميات مدير عام 2 إنتاج 2011.

## وصلات خارجية
- شارة البداية على يوتيوب
- شارة النهاية على يوتيوب